# Floro
Sotto il nome di Floro (in latino Florus) ci sono giunti diversi testi della letteratura latina imperiale.
Gli studiosi oggi ritengono che i diversi Florus possano identificarsi nella medesima persona.

## Le opere

### Vergilius orator an poeta
A Publio Annio Floro (Publius Annius Florus) è attribuito un dialogo, di cui resta solo una parte dell'introduzione, concepita secondo lo stile dei dialoghi ciceroniani, in cui si ambienta la scena e si introducono gli interlocutori; più nello specifico, la cornice è ambientata in un giardino che circonda un tempio vicino al porto di Tarragona, dove avviene l’incontro tra l'autore, poeta latino di origine africana, e uno straniero di passaggio, a cui egli inizia a raccontare vicende della sua vita. Nelle ultime frasi l'autore difende, contro la svalutazione dell'interlocutore, il proprio mestiere di maestro di scuola impegnato a insegnare la morale e la letteratura ai giovinetti attraverso la lettura di carmina.
«La datazione dell’opera all’inizio del II secolo si ricava dalla menzione dei Giochi capitolini di Domiziano, a cui l’autore avrebbe partecipato anni prima, quand’era ancora giovanissimo (tibi puero), e di un trionfo sulla Dacia, che potrebbe essere identificato con quello celebrato da Traiano».
L'argomento, consueto nelle scuole di retorica, se assegnare un autore al proprio genere o ad un altro, prelude alla valutazione di Virgilio come maestro di ogni sapere che si svilupperà nel tardo antico e avrà la sua massima espressione in Macrobio.

### Poesie
Di Floro poeta ci sono rimasti, nell'Anthologia Latina, alcuni epigrammi in trimetri trocaici e alcuni versi scherzosi indirizzati ad Adriano, con relativa ironica risposta dell'imperatore, riportati nella Historia Augusta:
(Floro, Fr. I Di Giovine - trad. A. D'Andria)
Cui l'imperatore rispose:
(Adriano)
I componimenti risultano, in genere, senza particolari pregi poetici, concentrandosi su temi abbastanza consueti, come la celebrazione delle rose e della giovinezza.
Alcuni studiosi, in base alla consonanza tematica, hanno voluto attribuire a Floro poeta anche il Pervigilium Veneris, anche se questa ipotesi è oggi minoritaria.

### Epistolario
Rimangono due frammenti delle lettere ad Adriano riportati da Carisio. Nel primo Floro confessa ad Adriano: «io mi diletto di poesia»; nell’altro lo intrattiene su cose storiche: «quasi preda tolta agli Arabi o ai Sarmati».

### Epitoma de Tito Livio

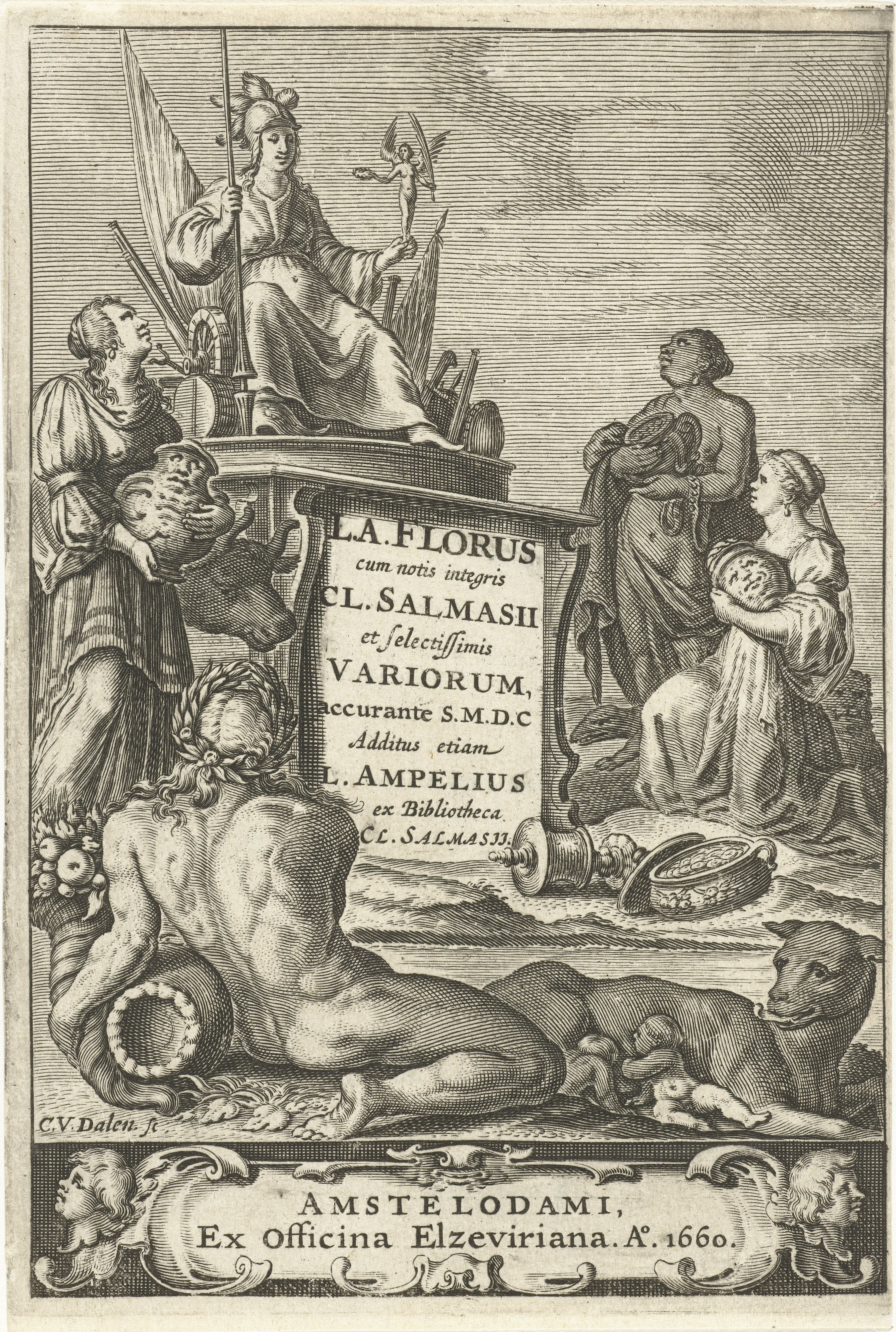
L. Anneo Floro, Epitome rerum Romanarum, a cura di Claudius Salmasius, Amstelodami, ex Officina Elzeviriana, 1660.

A Lucio Anneo Floro (Lucius Annaeus Florus) è attribuita un'opera storico-retorica, Epitoma de Tito Livio bellorum omnium annorum DCC libri duo: si tratta del riassunto di settecento anni di guerre romane, da Romolo ad Augusto, il cui titolo probabilmente non è autentico, ma aggiunto successivamente e impropriamente, perché l'autore, se certamente attinge soprattutto a Tito Livio, se ne differenzia nello spirito e nell'impostazione (fino a contraddirlo) e utilizza ampiamente altre fonti, quali Sallustio, Cesare e Seneca il Vecchio, registrando inoltre avvenimenti successivi alla trattazione liviana.
Floro divide la storia romana in quattro età, come quelle della vita umana, secondo un criterio che aveva adottato Seneca il Vecchio nelle sue Historiae: il periodo monarchico (infanzia), l'età repubblicana fino alla conquista di tutta la penisola italica (adolescenza), le conquiste della tarda repubblica e la pacificazione sotto Augusto (maturità), l'età imperiale fino ad Adriano (vecchiaia), sebbene con Traiano al'Impero romano sia stata restituita una nuova giovinezza:
(Epitoma, I 1, 4-8 - trad. A. D'Andria)
L'opera è, come si nota anche solo dal brano riportato, un panegirico, pieno di retorica e di enfasi, del valore militare di tutto il popolo romano, di cui esalta le gesta dalle origini e che risale, come impostazione, alla dottrina stoica dei cicli e della palingenesi. Se ne ricava, comunque, che l'opera risulta di scarso valore storico, dominata com'è da intenti retorici e moralistici, connessi con profondi motivi di propaganda imperiale del periodo in cui scrive: Floro, più che raccontare, elogia, come evidente dal fatto, ad esempio, che egli presenta l'epoca delle guerre puniche come un'epoca aurea ed incorrotta, lamentando l'eccesso di lusso e ricchezza del suo tempo.
Il testo risulta diviso in due libri, a loro volta divisi in capitoli.
Il I libro contiene le guerre esterne dall'età monarchica al primo triumvirato:
1. I tempi dei sette re, a cominciare da Romolo;
2. Ricapitolazione dei sette re;[20]
3. Cambiamento di costituzione;
4. Guerra contro gli Etruschi e il re Porsenna;
5. Guerra contro i Latini;
6. Guerra con gli Etruschi, i Falisci, i Veienti, i Fidenati;[21]
7. La guerra gallica;[22]
8. Guerre galliche;[23]
9. Guerra latina;
10. Guerra contro i Sabini;[24]
11. Guerra contro i Sanniti;
12. Guerra etrusca, sannitica e gallica;[25]
13. Guerra tarentina;[26]
14. Guerra picena;[27]
15. Guerra salentina;[28]
16. Guerra contro i Volsiniesi;[29]
17. Le sedizioni;[30]
18. Prima guerra punica;
19. Guerra contro i Liguri;
20. Guerra gallica;[31]
21. Guerra contro gli Illiri;
22. Seconda guerra punica;
23. Prima guerra macedonica;
24. Guerra di Siria contro il re Antioco;
25. Guerra etolica;
26. Guerra d'Istria;
27. Guerra contro i Gallogreci;
28. Seconda guerra macedonica;
29. Seconda guerra illirica;
30. Terza guerra macedonica;
31. Terza guerra punica;
32. Guerra acaica;
33. Imprese di Spagna;
34. Guerra di Numanzia;
35. Guerra asiatica;[32]
36. Guerra giugurtina;
37. Guerra contro gli Allobrogi;
38. Guerra cimbrica, teutonica, tigurina;[33]
39. Guerra tracica;
40. Guerra mitridatica;
41. Guerra contro i pirati;
42. Guerra di Creta;[34]
43. Guerra contro le Baleari;
44. Spedizione contro Cipro;
45. Guerra gallica;
46. Guerra partica;
47. Ricapitolazione.[35]

Come anticipato nella ricapitolazione alla fine del I libro, il II libro contiene i conflitti del tramonto della Repubblica: sia le guerre civili sia le guerre esterne, in particolare la politica estera di Augusto, la cui consacrazione conclude il racconto.
1. Le leggi graccane;
2. Sedizione di Tiberio Gracco;
3. Sedizione di Caio Gracco;
4. Sedizione di Apuleio;
5. Sedizione di Druso;
6. Guerra sociale;
7. Guerra servile;
8. Guerra contro Spartaco;
9. Guerra civile di Mario;
10. Guerra contro Sertorio;
11. Guerra civile sotto Lepido;
12. Guerra contro Catilina;
13. Guerra civile tra Cesare e Pompeo;
14. Vicende sotto Cesare Augusto;
15. Guerra di Modena;
16. Guerra di Perugia. Triumvirato;
17. Guerra contro Cassio e Bruto;
18. Guerra con Sesto Pompeo;
19. Guerra partica di Ventidio;
20. Guerra partica di Antonio;
21. Guerra con Antonio e Cleopatra;
22. Guerra contro i Norici;
23. Guerra illirica;
24. Guerra di Pannonia;[36]
25. Guerra dalmatica;[36]
26. Guerra contro i Mési;[37]
27. Guerra tracica;[38]
28. Guerra dacica;[39]
29. Guerra sarmatica;[39]
30. Guerra germanica;
31. Guerra contro i Getuli;[40]
32. Guerra armenica;[41]
33. Guerra cantabrica e asturica;
34. La pace con i Parti[41] e la consacrazione di Augusto.

Lo stile particolarmente colorito della sua opera è stato interpretato da alcuni critici quasi un'anticipazione dei caratteri di ciò che sarà la letteratura africana, pagana e soprattutto cristiana, dei secoli successivi.

## Tentativo di biografia
Se le opere sin qui elencate possono riferirsi tutte al medesimo Floro, come pare probabile, è possibile tracciare un tentativo di biografia.
Floro visse all'incirca tra il 70/75 e il 145; di origine africana, partecipò a Roma a una gara di poesia, nella quale non fu premiato, probabilmente per la gelosia di Domiziano. Sdegnato, Floro avrebbe allora lasciato la capitale e viaggiato a lungo nel Mediterraneo, fermandosi in Spagna, a Tarragona, dove insegnò retorica.
Rientrato a Roma all'epoca di Adriano, di cui divenne amico, si dedicò alla storia ed alla poesia, anticipando il gusto della scuola di coloro che saranno definiti poetae novelli.
In base all'evidenza interna, dovrebbe essere vissuto quantomeno fino al 140.

## Edizioni
- (LA) Iulius Florus, Epitomae de Tito Livio bellorum omnium annorum DCC libri II, recensuit et emendavit Otto Iahn, Lipsiae, apud Weidmannos, 1852.
- (LA) Iulius Florus, Epitomae de Tito Livio bellorum omnium annorum DCC libri duo, recognovit Carolus Halm, Lipsiae, sumptibus et typis B.G. Teubneri, 1854.
- (LA) L. Annaeus Florus, Quae exstant, Henrica Malcovati recensuit, Romae, typis Regiae Officinae polygraphicae, 1938; 2ª ed. 1972.
- (LA, IT) L. Anneo Floro, Epitome e frammenti, a cura di Jolanda Giacone Deangeli, Torino, Unione tipografico-editrice torinese, 1969,  pp. 301-639, ISBN 88-02-04291-8 (Con: Velleio Patercolo, Le storie, a cura di Leopoldo Agnes).